# Municipio de Bartholomew (condado de Lincoln)
El municipio de Bartholomew (en inglés: Bartholomew Township) es un municipio ubicado en el condado de Lincoln en el estado estadounidense de Arkansas. En el año 2010 tenía una población de 687 habitantes y una densidad poblacional de 4,51 personas por km².

## Geografía
El municipio de Bartholomew se encuentra ubicado en las coordenadas 34°1′51″N 91°46′17″O / 34.03083, -91.77139. Según la Oficina del Censo de los Estados Unidos, el municipio tiene una superficie total de 152.2 km², de la cual 150,74 km² corresponden a tierra firme y (0,96 %) 1,47 km² es agua.

## Demografía
Según el censo de 2010, había 687 personas residiendo en el municipio de Bartholomew. La densidad de población era de 4,51 hab./km². De los 687 habitantes, el municipio de Bartholomew estaba compuesto por el 34,64 % blancos, el 63,76 % eran afroamericanos, el 0,15 % eran asiáticos, el 0,29 % eran de otras razas y el 1,16 % eran de una mezcla de razas. Del total de la población el 0,44 % eran hispanos o latinos de cualquier raza.